# Comuna Verben, Demîdivka
Verben (în ucraineană Вербень) este o comună în raionul Demîdivka, regiunea Rivne, Ucraina, formată din satele Tovpîjîn și Verben (reședința).

## Demografie
Componența lingvistică a comunei Verben
     Ucraineană (99,6%)
     Alte limbi (0,4%)
Conform recensământului din 2001, majoritatea populației comunei Verben era vorbitoare de ucraineană (99,6%), existând în minoritate și vorbitori de alte limbi.